# اچ‌ام‌اس استیوت (پی۴۴۷)
اچ‌ام‌اس استیوت (پی۴۴۷) (به انگلیسی: HMS Astute (P447)) یک زیردریایی بود. این زیردریایی در سال ۱۹۴۴ ساخته شد.